# Genestrerio
Genestrerio war bis zum 4. April 2009 eine politische Gemeinde im Kreis Mendrisio, im Bezirk Mendrisio des Kantons Tessin in der Schweiz. Das Dorf ist sechs Kilometer (Luftlinie) von Chiasso entfernt und liegt an der italienischen Grenze.

## Geographie
Das Dorf liegt auf 339 m ü. M. am rechten Ufer des Laveggio und eineinhalb Kilometer südwestlich der Station Mendrisio der Linie Bellinzona-Lugano-Chiasso der Schweizerischen Bundesbahnen. Nachbargemeinden sind Stabio und Novazzano.

## Geschichte
Eine erste Erwähnung findet das Dorf im Jahre 1375 unter dem damaligen Namen Cassina de Zenestrario. Genestrerio war schon vor der ersten Jahrtausendwende bewohnt. Seit Anfang des 16. Jahrhunderts fanden viele Bewohner des Dorfes als Maurer in Italien ihr Einkommen. Im 18. und 19. Jahrhundert waren die Familie Boffi sowie ein Vertreter der Coldirari als Stuckateure bekannt. Eine eigene Gemeinde bildete sich wohl im 16. Jahrhundert heraus. Kirchlich wurde Genestrerio 1599 selbstständig, als es sich von Balerna loslöste.

## Gemeindefusion
Am 25. November 2007 wurde die Fusion der Gemeinden Arzo, Capolago, Genestrerio, Mendrisio, Rancate und Tremona von deren Stimmberechtigten gutgeheissen. Sie haben sich am 5. April 2009 zur neuen Gemeinde Mendrisio zusammengeschlossen.

## Bevölkerung
Einwohnerzahlen: Volkszählungsdaten  Zahl für 2024: Città di Mendrisio

## Sehenswürdigkeiten

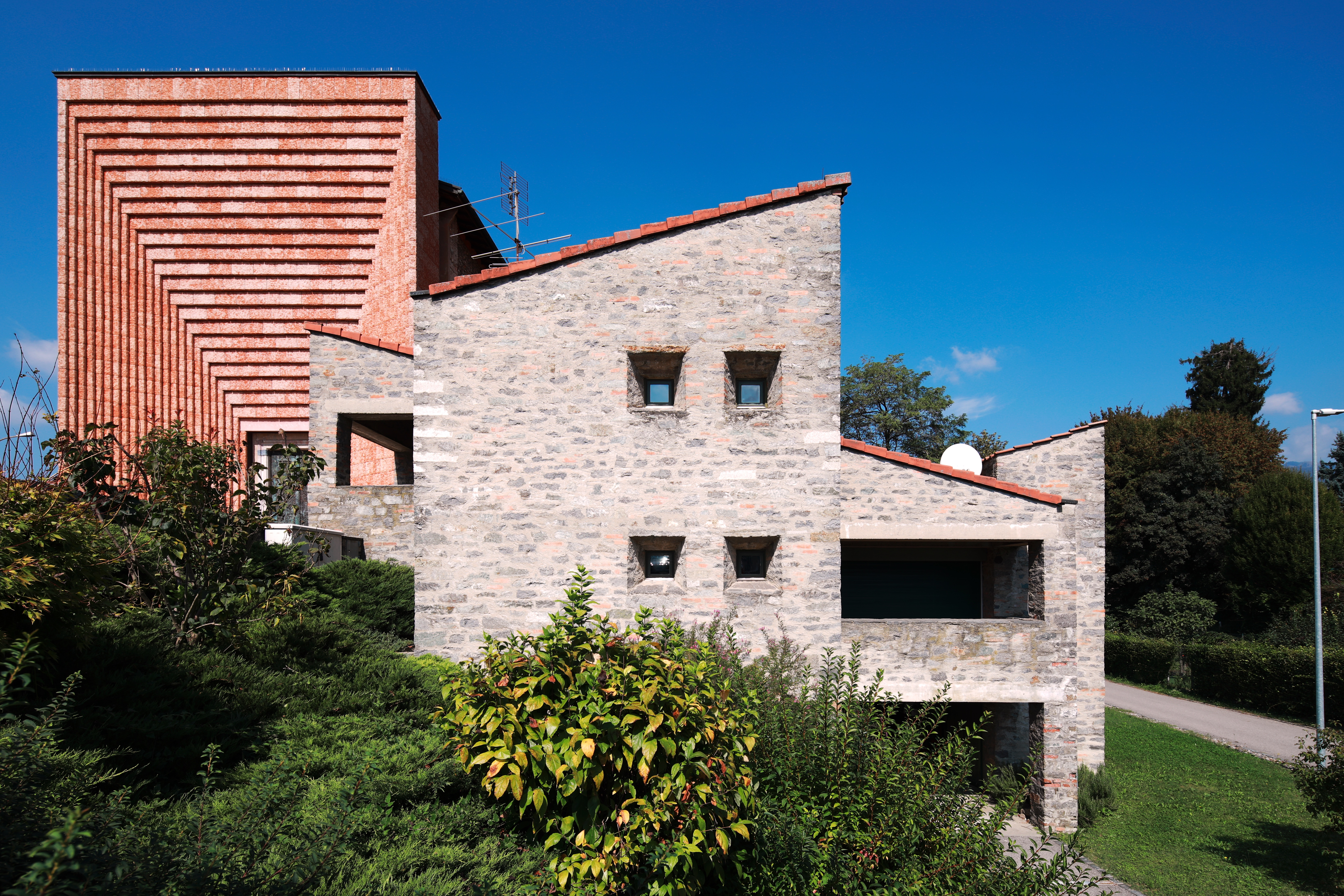
Pfarrhaus von Mario Botta

- 1651: Pfarrkirche Sant’Antonio Abate
- 1689: Marmorfassade Pfarrkirche Sant’Antonio Abate

### Mario Botta
- 1959: Betkapelle San Fermo[4]
- 1961–1963: Pfarrhaus[4]
- 2001–2002: Eingang Pfarrkirche Sant’Antonio Abate[4][5]

## Sport
- Società Cacciatori Riuniti[6]

## Persönlichkeiten
- Carlo Giuseppe Baraini (* um 1690 in Genestrerio; † vor 1742 in Rom ?), Baumeister, Wohltäter. Vor seinem Tod vermachte er seinem Heimatdorf 1200 Goldtaler (scudi d’oro) und sein Haus in Rom mit der Auflage, damit eine Schule zu finanzieren.[7][8]
- Antonio Maria Baraini (* um 1695 in Genestrerio; † um 1740 ebenda), Baumeister[9]
- Francesco Scalini (* 15. August 1792 in Como; † 8. März 1871 in Genestrerio), österreichischer Ingenieur und Politiker
- Giovanni Bianchi (* 29. Oktober 1851 in Genestrerio; † 5. Dezember 1916 in Chur), Bildhauer, er liess sich in Chur nieder und schuf eine grosse Anzahl dekorativer Monumente im Kanton Graubünden.[10][11]
- Giovanni Bianchi (* 5. Februar 1893 in Chur; † 19. Juni 1975 ebenda), aus Genestrerio, Sohn des Giovanni, Bildhauer in Chur[12]